# Hieroglyphics
Hieroglyphics est un groupe de hip-hop américain, originaire d'Oakland, en Californie. Fondé au début des années 1990 par le rappeur Del the Funky Homosapien, ce collectif est également propriétaire du label Hieroglyphics Imperium Recordings.

## Biographie
Le groupe se compose des artistes solo Del tha Funkee Homosapien, Casual, the Souls of Mischief, Extra Prolific, du manager et producteur Domino, de Pep Love, et du producteur Jay Biz. La plupart des membres se connaissent depuis le lycée, ou avant, et après la signature de Del à un label major, la majeure partie des Hieroglyphics sont signés. Del, Souls of Mischief, et Casual, en particulier, se popularisent significativement. Le groupe se réunit par la suite sur son propre label, Hieroglyphics Imperium, sur lequel ils ont le contrôle intégral de la production.
Les Hieroglyphics publient leur premier album, 3rd Eye Vision, le 24 mars 1998. Selon AllMusic, 3rd Eye Vision possède un « son rap underground traditionnels dans la veine des albums de Common et Black Star. » L'album, composé de 22 titres, atteint la 26e place des Billboard Heatseekers et la 88e des R&B Albums. Par la suite, plusieurs compilations sont publiées et suivies de leur deuxième album, Full Circle le 7 octobre 2003, qui atteint la 155e du classement Billboard 200.
Le 19 mars 2007, le groupe offre à ses fans une collection de rares B-sides et de remixes composés par tous les membres, intitulée Over Time,. Cinq ans plus tard, le groupe se réunit pour l'album The Kitchen, publié le 19 novembre 2013, qui atteint les classements musicaux.

## Hieroglyphics Imperium Recordings
Hieroglyphics Imperium Recordings est un label indépendant fondé par le collectif Hieroglyphics. Basé à Oakland en Californie, ce label est créé en 1995 dans le but de publier et distribuer les disques du collectif, de ses membres et d'artistes affiliés lorsque les majors qui les distribuent habituellement ne sélectionnent pas ces albums pour leur marché de distribution. Ce label édite ainsi l'ensemble du catalogue du collectif Hieroglyphics, et d'autres groupes ou artistes du courant hip-hop comme Souls of Mischief ou O.C.. Ce label distribue également certains album de la chanteuse soul Goapele, et le groupe de heavy metal A Band Called Pain.
Les membres ayant collaboré sur des morceaux produits sous ce nom sont notamment Hieroglyphics, Mos Def, Atmosphere, Classified, Eyedea, Immortal Technique, R.A. the Rugged Man, Brother Ali, Sean P, Boot Camp, Talib Kweli, Murs, Nas, Jay-Z, Big L, Apathy, Lupe Fiasco, Tech N9ne, DZK, Chino XL, Sage Francis, Big Pun, Celph Titled, J-Zone, KRS-One, Blackalicious, Lyrics Born, Binary Star, Blueprint, AZ, Common, Sean Price, Rockness Monster, Jean Grae, Canibus, Pharoahe Monch, MF DOOM, Phife Dawg, GZA, De La Soul, Aesop Rock, Ghostface Killah, J-live, Evidence, 7L & Esoteric, Move.Meant, The Unspoken Heard, Abdominal, Quasimoto, Basic Vocab, Mass Influence, Pete Rock, Biz Markie, Brand Nubian, Dr. Octagon, Jedi Mind Tricks, Louis Logic, Mystik Journeymen, Rammellzee, Fearless 4, Treacherous 3, Jazzy 4 MCs, Cold Crush Brothers, Fantastic Romantic 5, Double Trouble, Herculoids, Jimmy Spicer, Baron, Breakout, Mean Gene, MC Connection, Pete DJ Jones, Maboya, Flowers, Crash Crew, Mercedes Ladies, Sisco Kid, Ski Jump, Lady B, Rapper K, Crypt O Night, Chief Rocker Busy Bee, Zulu Nation, et Goapele.

## Discographie

### Albums studio
- 1998 : 3rd Eye Vision
- 2003 : Full Circle
- 2013 : The Kitchen

### EPs
- 1997 : Hiero Oldies
- 1998 : Hiero Oldies II
- 2007 : Over Time